# Édifice La Adriática (Séville)
L'Edifice de La Adriática de Séville a été construit entre 1914 et 1922 dans la rue Cánovas del Castillo, actuelle Avenida de la Constitucion. 

## Histoire
Projetée par l'architecte José Espiau et Muñoz, en 1914, pour l'importante Compagnie d'assurances La Adriática, elle constitue un bel exemple d'architecture éclectique, où se combinent des éléments de style islamique avec d'autres de style plateresque et d'autres clairement régionalistes.  Le bâtiment a été construit en période de boom de la construction dans la ville de Séville avec pour objectif l'ouverture et l'élargissement de l'Avenue, dans la perspective de la prochaine Exposition ibéro-américaine de 1929.

## Bâtiment
Sa particularité est sa situation sur un terrain triangulaire avec un angle très accusé, sur un emplacement très bien situé, à la confluence de l'avenue de la Constitution et des places Nueva et de San Francisco. Le bâtiment est en conséquence assez unique, avec quelques perspectives peu communes dans la ville, et avec des formes dans lesquelles prédomine le style néo-mudéjar, très présent à Séville à cette époque. 

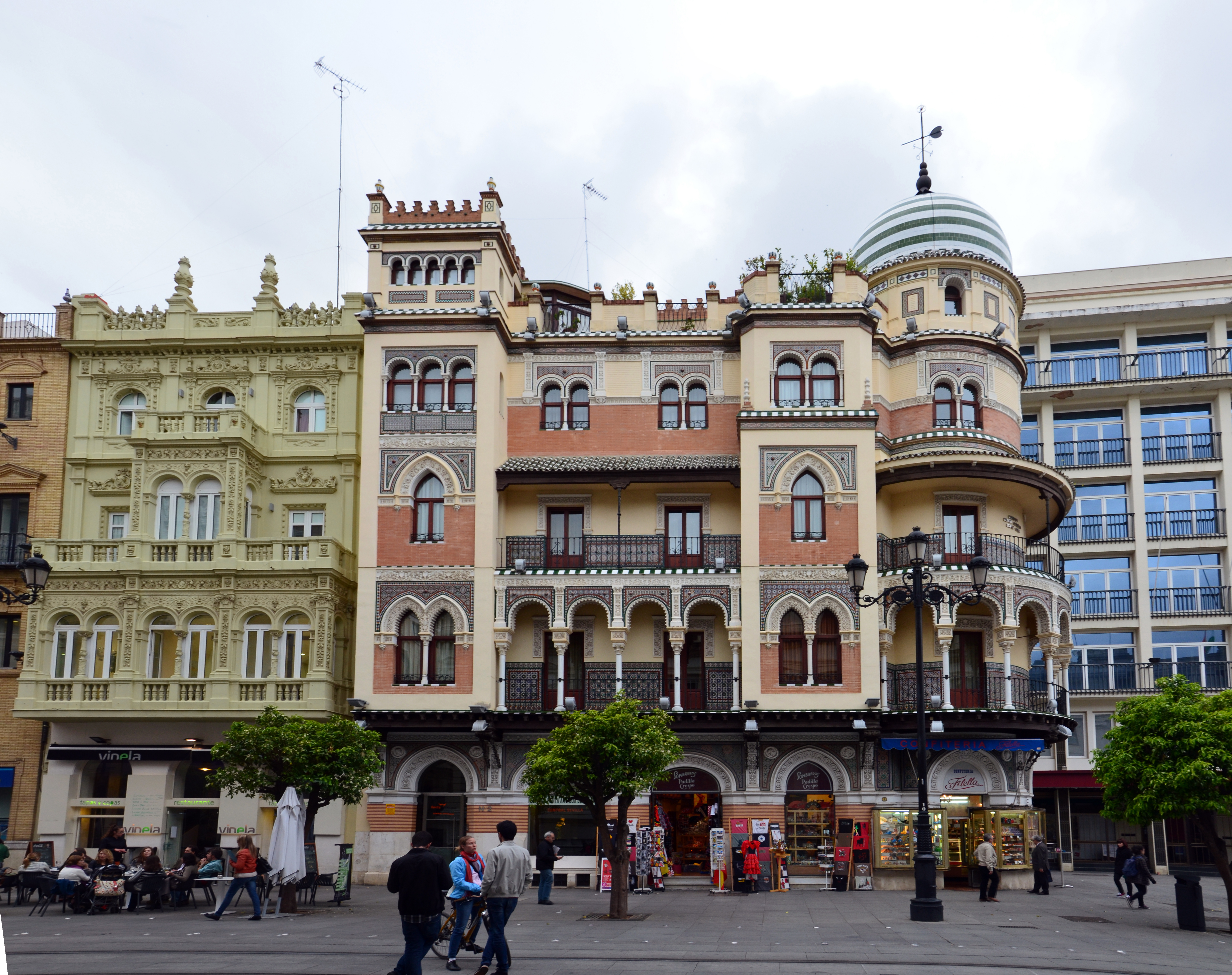
Façade du bâtiment sur l'Avenue de la Constitution.